# 3406-os busz
A 3406-os jelzésű regionális autóbuszvonal Eger, Ostoros, Novaj és Mezőkövesd között húzódik, amelyet a MÁV Személyszállítási Zrt. üzemeltet. Eger belterületén helyijáratiként is igénybe vehető.

## Története
Eger város helyi autóbuszhálózatának újjászervezésével, 2022. január 1-én megalakult többek között a 3406-os autóbuszvonal is, mely Egri helyijáratként igénybe vehető a Tesco áruház – Tihamér lakótelep szakaszon. Az autóbuszvonal vonalvezetése az egri 5-ös és 5A-s helyijáratokkal, valamint a 3405-ös buszokkal megegyező a városban.

## Útvonala
Az autóbuszvonal Heves vármegye megyeszékhelyét és Borsod-Abaúj-Zemplén vármegye egyik járásközpontját, Egert és Mezőkövesdet köti össze, útvonalára fűzve Ostoros és Novaj településeket.
A járatok minden állomáson és megállóhelyen megállnak (beleértve az egri helyijáratoknak fenntartottakat is). Egeren belül Felsővároson, a Belvároson, Maklárihóstyán és Tihaméron mennek keresztül, majd Novajig a 2503-as mellékúton tartózkodnak, tovább a 253-as főúton közlekednek Mezőkövesdre. A kisvároson belül végállomásuk a vasútállomás melletti buszpályaudvar.

## Közlekedése
Az autóbuszjáratok munkanaponta közlekednek, a 3419-es buszok meghosszabbításaként. A legtöbb járat csak Eger és Novaj között közlekedik a 3420-as buszok útján, csak egy járatpár éri el Mezőkövesdet.
| Viszonylat                                   | Indításszám     | Közlekedési rend |
| -------------------------------------------- | --------------- | ---------------- |
| Eger, Tesco áruház ⭠ Ostoros, Mezőkövesdi út | 1 vissza        | munkanaponta     |
| Eger, Tesco áruház – Novaj, központ          | 3 oda, 2 vissza | munkanaponta     |
| Eger, Tesco áruház – Mezőkövesd, aut. áll.   | 1 pár           | munkanaponta     |

### Járművek
Az autóbuszvonalon kizárólag szóló autóbuszok közlekednek, melyek legtöbbje Credo Econell 12 típusú. Ezen kívül régebbi szériájú Credo járművek (Credo EC 12, Credo IC 12) és Volvo 7700-as kocsik is megjelennek.

## Megállóhelyei
| Helyi jegyek és bérletek érvényességi határa (kezdete) |                                              |         | |
| 0                                                      | Eger, Tesco áruház végállomás                | 0.0 km  | 3A, 5, 5A, 6, 7, 12, 13, 17, 112, 113 3454 |
| 1                                                      | Eger, Felsőváros                             | 0.4 km  | 3A, 5, 5A, 6, 12, 13, 16, 112, 113, 914 3405 |
| 2                                                      | Eger, Tiba utca                              | 0.8 km  | 3A, 5, 5A, 6, 12, 13, 16, 112, 113, 914 3405 |
| 3                                                      | Eger, hőközpont                              | 1.2 km  | 3A, 5, 5A, 6, 12, 13, 16, 112, 914 3405, 3414 |
| 4                                                      | Eger, Malom út                               | 1.7 km  | 3A, 5, 5A, 6, 7, 7A, 12, 16, 17, 112, 914 3405, 3414 |
| 5                                                      | Eger, Tűzoltó tér                            | 2.2 km  | 2, 2A, 5, 5A, 6, 7, 7A, 11, 12, 14, 14E, 16, 17, 112, 914 3405, 3414 |
| 6                                                      | Eger, Dobó Gimnázium                         | 2.7 km  | 2, 2A, 5, 5A, 6, 7, 7A, 11, 12, 14, 14E, 16, 17, 112, 914 1344 3405, 3414, 4015 |
| 7                                                      | Eger, autóbusz-állomás                       | 3.2 km  | 2, 2A, 4, 5, 5A, 6, 7, 7A, 11, 12, 14, 14E, 16, 17, 112, 914 1049, 1050, 1051, 1053, 1054, 1343, 1344, 1346, 1347, 1348, 1349, 1351, 1352, 1362, 1380, 1383, 1426, 1427, 1428, 1447, 1466, 1468, 1517 3400, 3402, 3403, 3405, 3407, 3408, 3409, 3410, 3411, 3412, 3414, 3415, 3416, 3417, 3418, 3419, 3420, 3423, 3424, 3426, 3430, 3431, 3432, 3433, 3434, 3435, 3440, 3441, 3442, 3443, 3444, 3445, 3446, 3448, 3450, 3455, 3456, 3457, 3458, 3462, 3469, 3470, 3471, 3472, 3473, 3474, 3476, 3479, 3480, 3481, 3482, 3483, 3484, 3488, 3604, 3660, 3667, 4012, 4014, 4015, 4157 |
| 8                                                      | Eger, Bazilika (↓)                           | 3.5 km  | 2, 2A, 4, 5, 5A, 6, 7, 7A, 11, 12, 14, 14E, 16, 17, 112, 914 3405, 3407, 3410, 4157 |
| 9                                                      | Eger, Egyetem                                | 3.8 km  | 4, 5, 5A, 6, 16, 914 3405, 3407, 3415, 3416, 3417, 3418, 4012 |
| 10                                                     | Eger, Egészségház utca (↓)                   | 4.2 km  | 4, 5, 5A, 6, 16, 914 3405, 3407 |
| 11                                                     | Eger, uszoda (↓) Eger, Szarvas tér (↑)       | 4.5 km  | 4, 5, 5A, 6, 16, 914 3405, 3407, 3415, 3416, 3417, 3418, 4012 |
| 12                                                     | Eger, Hadnagy utca                           | 5.2 km  | 2, 2A, 3A, 4, 5, 5A, 6, 16, 914 1343, 1344, 1346, 1380, 1381, 1426, 1427, 1447, 1448, 1468 3405, 3419, 3420, 3424, 3426, 3431, 3435, 4014, 4015, 4018, 4021, 4022 |
| 13                                                     | Eger, Homok utca                             | 5.6 km  | 2, 2A, 3A, 4, 5, 5A, 6, 16, 914 1343 3405, 3419, 3420, 3431, 3435 |
| 14                                                     | Eger, Tihamér lakótelep                      | 6.1 km  | 3419, 3420 |
| Helyi jegyek és bérletek érvényességi határa (vége)    |                                              |         | |
| 15                                                     | Eger, Nagykőporos út                         | 6.5 km  | 3419, 3420 |
| 16                                                     | Ostoros, Damjanich utca                      | 9.3 km  | 3419, 3420 |
| 17                                                     | Ostoros, Akácfa út                           | 9.8 km  | 3419, 3420 |
| 18                                                     | Ostoros, ABC                                 | 10.7 km | 3419, 3420 |
| 19                                                     | Ostoros, Mezőkövesdi út vonalközi végállomás | 11.0 km | 3419, 3420 |
| 20                                                     | Novaj, Hermánytető                           | 13.4 km | 3419, 3420 |
| 21                                                     | Novaj, pincék                                | 14.6 km | 3419, 3420 |
| 22                                                     | Novaj, központ vonalközi végállomás          | 15.3 km | 3419, 3420 |
| 23                                                     | Mezőkövesd, Váci Mihály utca                 | 24.2 km | 1, 2 1050, 1344, 1380, 1381, 1426, 1427, 1447, 1448, 1468 3419, 4011, 4015, 4018, 4021, 4022, 4157 |
| 24                                                     | Mezőkövesd, SZTK rendelőintézet              | 25.3 km | 1, 2B, 3 1344, 1375, 1377, 1426, 1427, 1447, 1448, 1468 3416, 3418, 3419, 3749, 4001, 4006, 4007, 4008, 4009, 4010, 4011, 4014, 4015, 4016, 4017, 4019, 4023, 4026, 4030, 4157 |
| 25                                                     | Mezőkövesd, Széchenyi utca                   | 25.9 km | 1, 2B, 3 1344 3416, 3418, 3419, 3749, 4001, 4006, 4007, 4008, 4009, 4010, 4011, 4014, 4015, 4016, 4017, 4019, 4023, 4026, 4030, 4157 |
| 26                                                     | Mezőkövesd, autóbusz-állomás végállomás      | 26.7 km | 1, 2B, 3 1344, 1375, 1377, 1426, 1427, 1447, 1448, 1468 3416, 3418, 3419, 3749, 4001, 4006, 4007, 4008, 4010, 4011, 4014, 4015, 4016, 4017, 4019, 4023, 4026, 4030, 4157 expresszvonat, IC, nemzetközi IC, InterRégió, sebesvonat, személyvonat – Mezőkövesd (80) |